# مگس‌گیرنمای دم‌سیاه
مگس‌گیرنمای دم‌سیاه یا مگس‌گیر دم‌سیاه (نام علمی: Myiobius atricaudus)، گونه‌ای از پرندگان گنجشک‌سان از خانواده Tityridae است. در گذشته در خانواده Tyrannidae جای می‌گرفت. مگس‌گیرهای دم‌سیاه در برزیل، کلمبیا، کاستاریکا، اکوادور، پاناما، پرو و ونزوئلا یافت می‌شوند. زیستگاه طبیعی آنها جنگل‌های جلگه‌ای نمناک نیمه‌گرمسیری یا گرمسیری و جنگل‌های پیشین به‌شدت تخریب‌شده‌است. آنها معمولاً به تنهایی یا به صورت جفت یافت می‌شوند، اما ممکن است به گله‌هایی از چندین گونه نیز بپیوندند.